# Letonia en los Juegos Europeos de Bakú 2015
Letonia participó en los Juegos Europeos de Bakú 2015 con una delegación de 67 deportistas. Responsable del equipo nacional fue el Comité Olímpico Letón, así como las federaciones deportivas nacionales de cada deporte con participación.

## Medallistas
El equipo de Letonia obtuvo las siguientes medallas:
| Nombre                        | Deporte     | Competición |
| ----------------------------- | ----------- | ----------- |
| Oro                           |             |             |
| Mārtiņš Pļaviņš Haralds Regža | Vóley playa | Torneo M    |
| Plata                         |             |             |
| —                             |             |             |
| Bronce                        |             |             |
| Anastasija Grigorjeva         | Lucha libre | 63 kg F     |
| Aleksejs Rumjancevs           | Piragüismo  | K1 200 m M  |